# خرک (سرده)
خرک ، استبرق (نام علمی: Calotropis) نام یک سرده از زیرخانواده استبرق است.

## نگارخانه

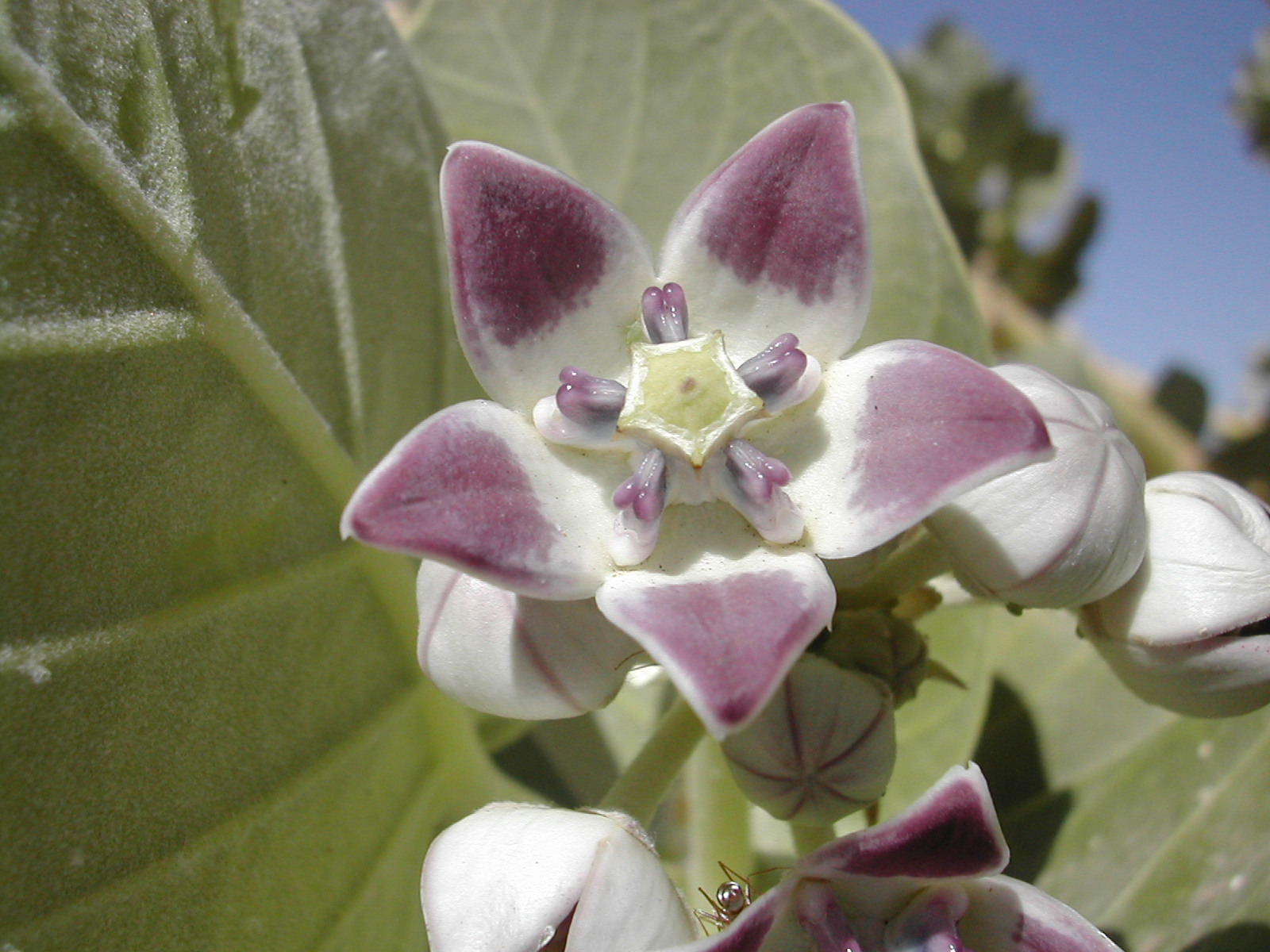
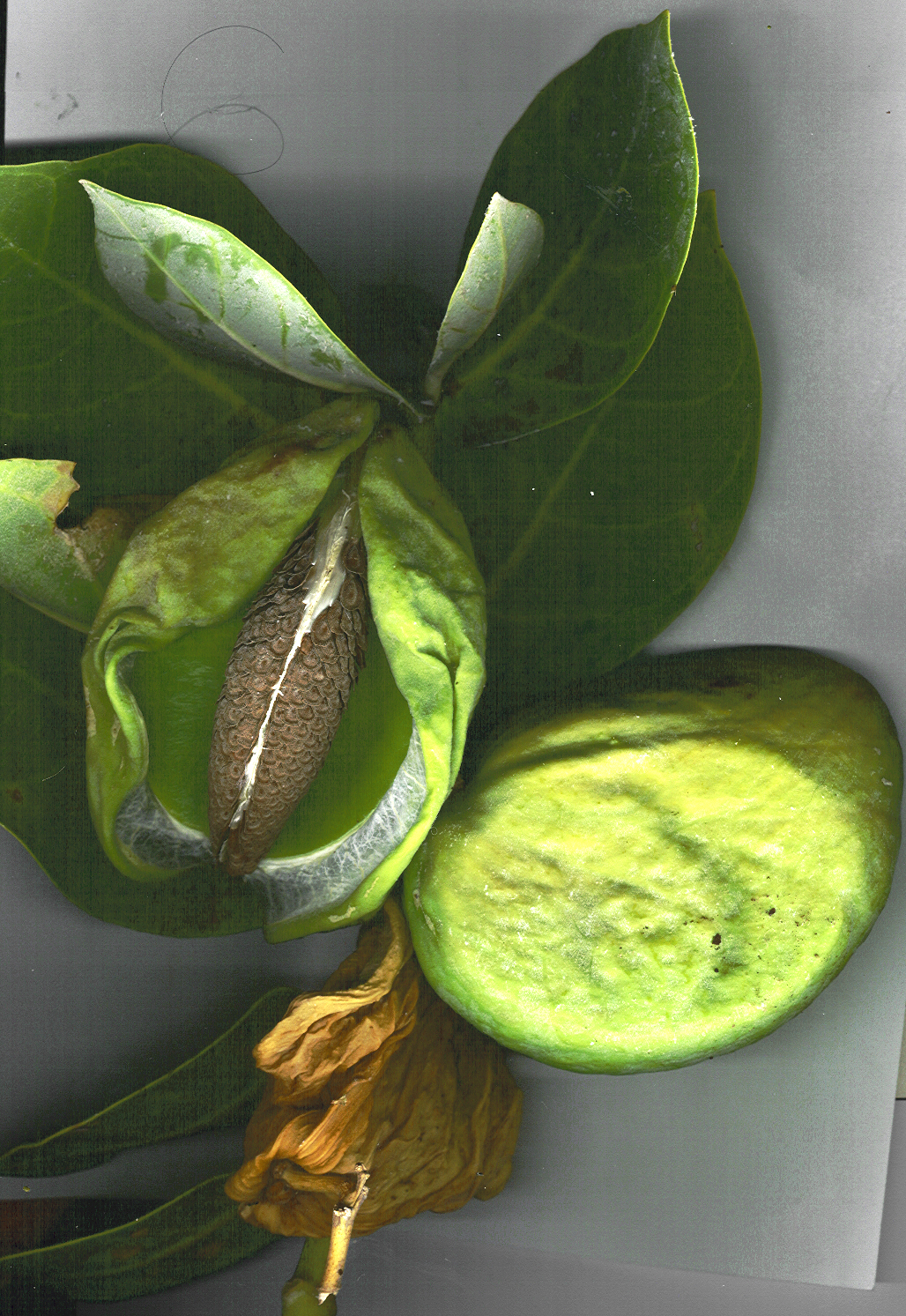
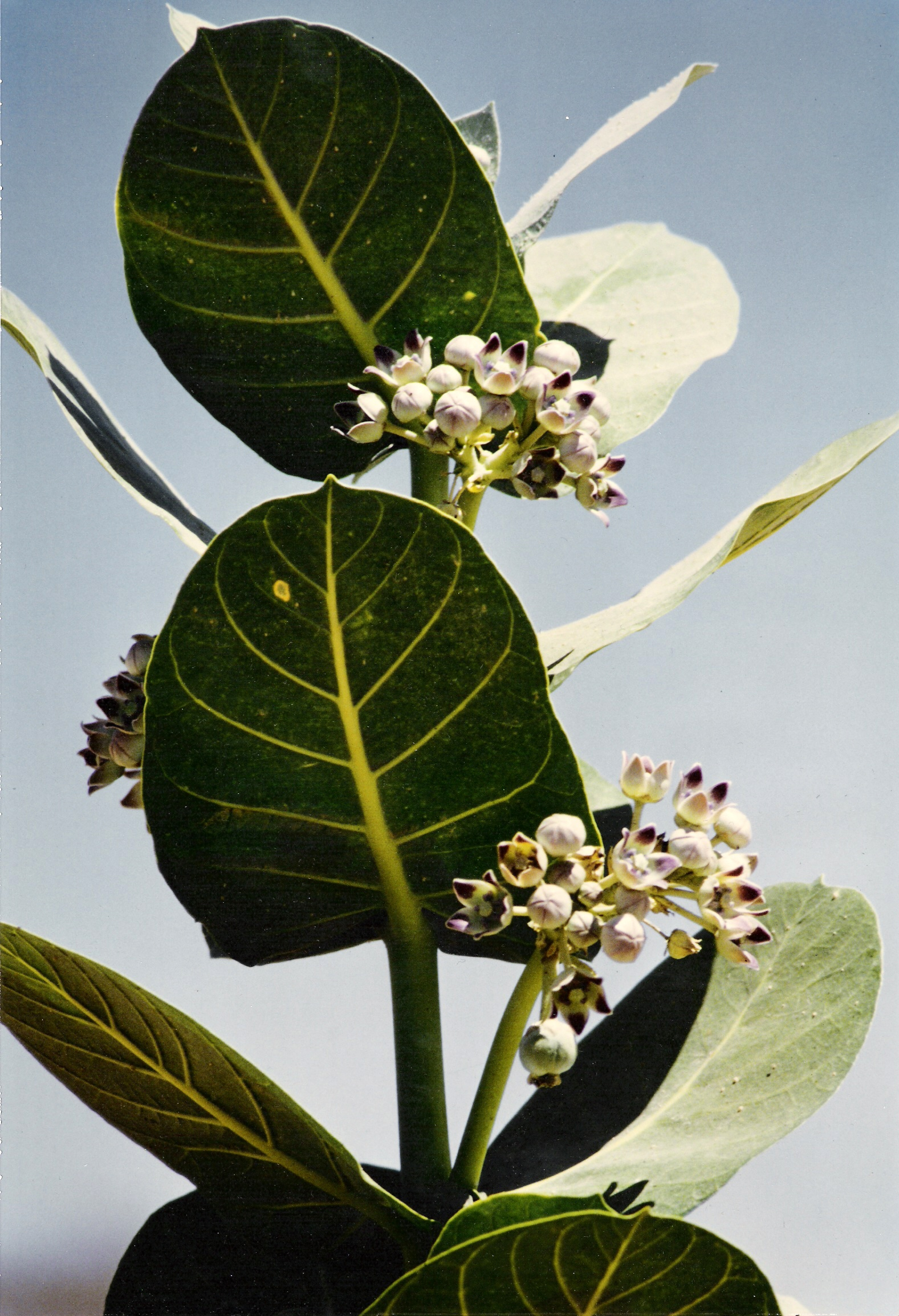
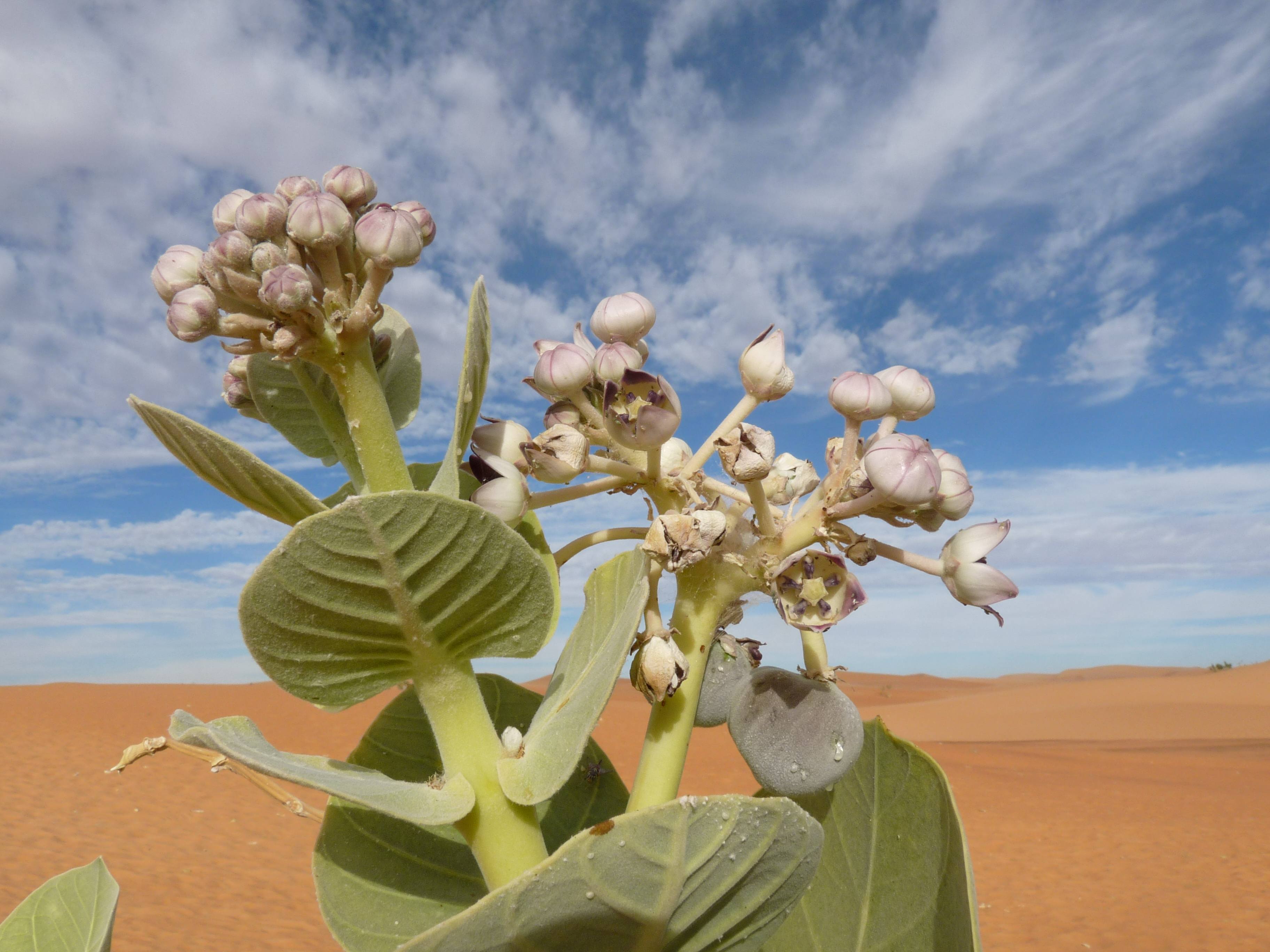
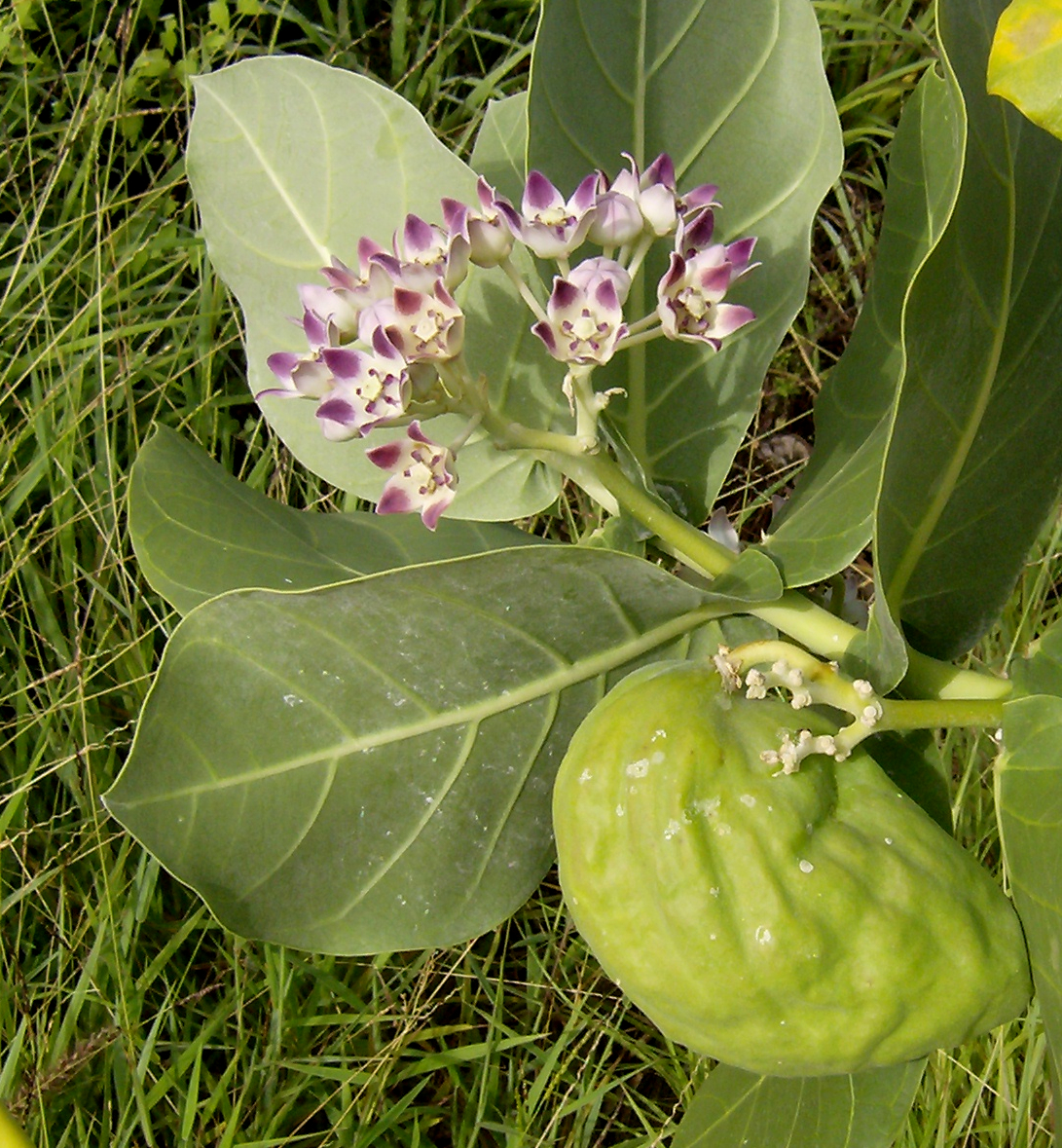
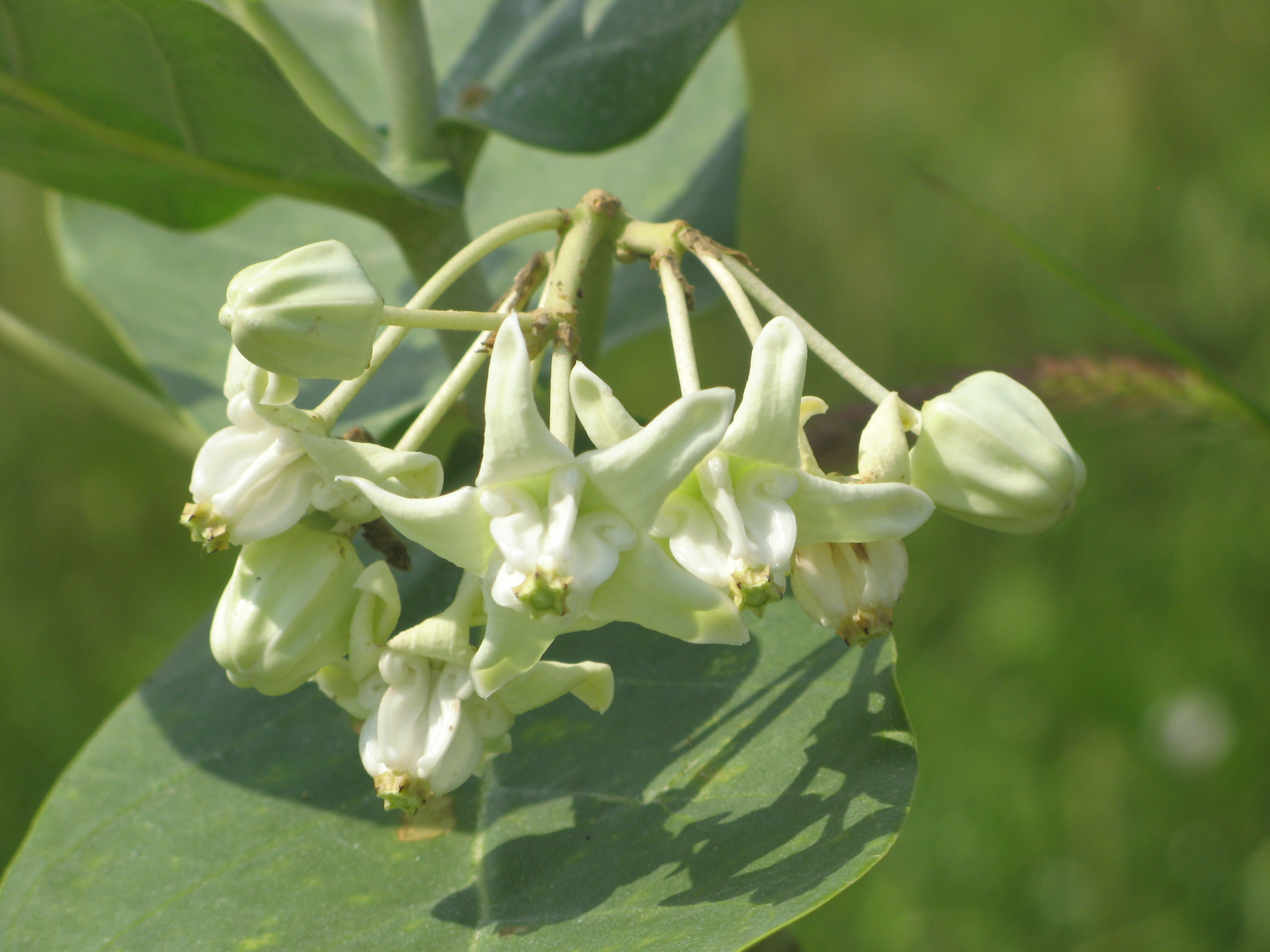
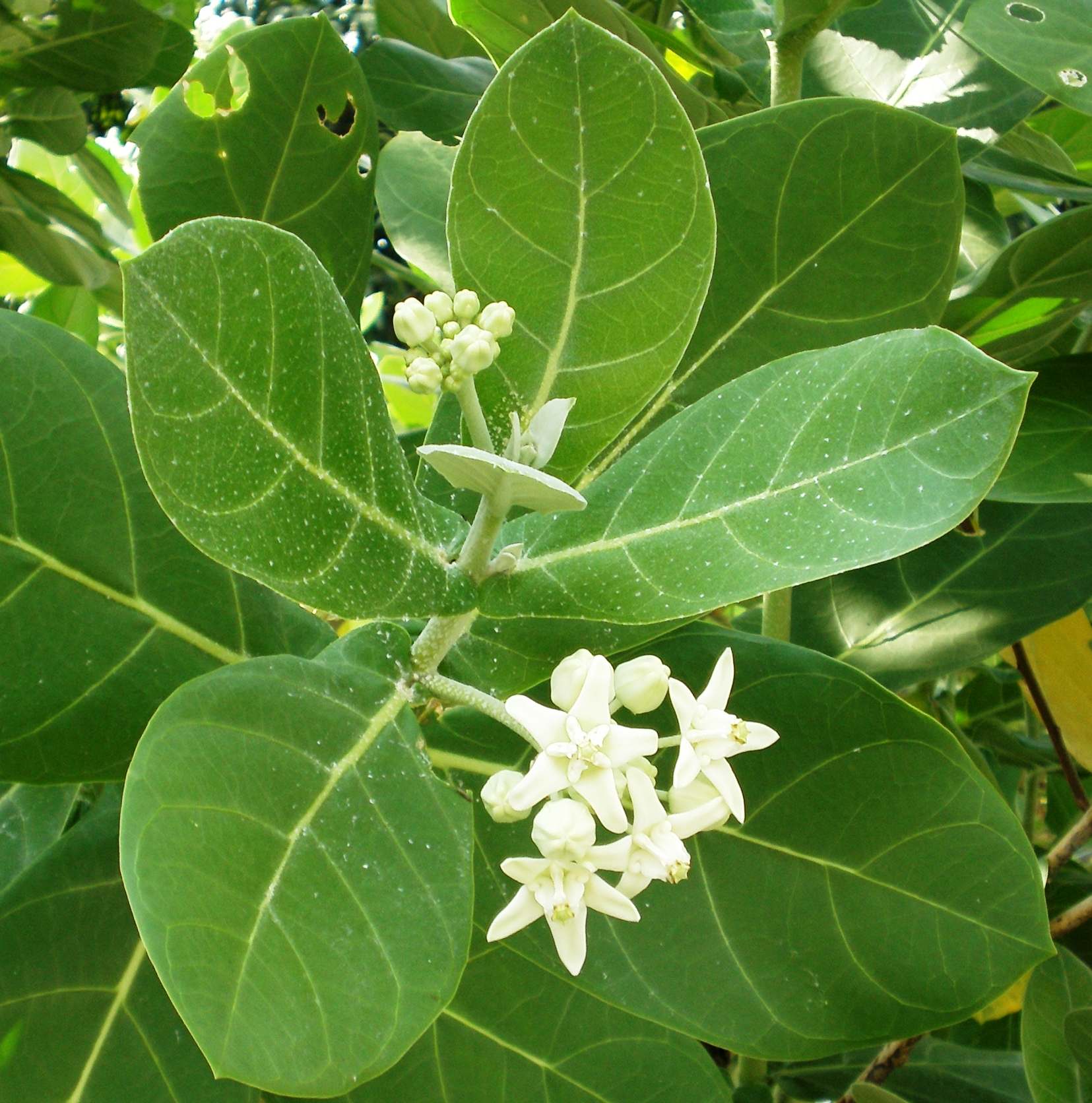
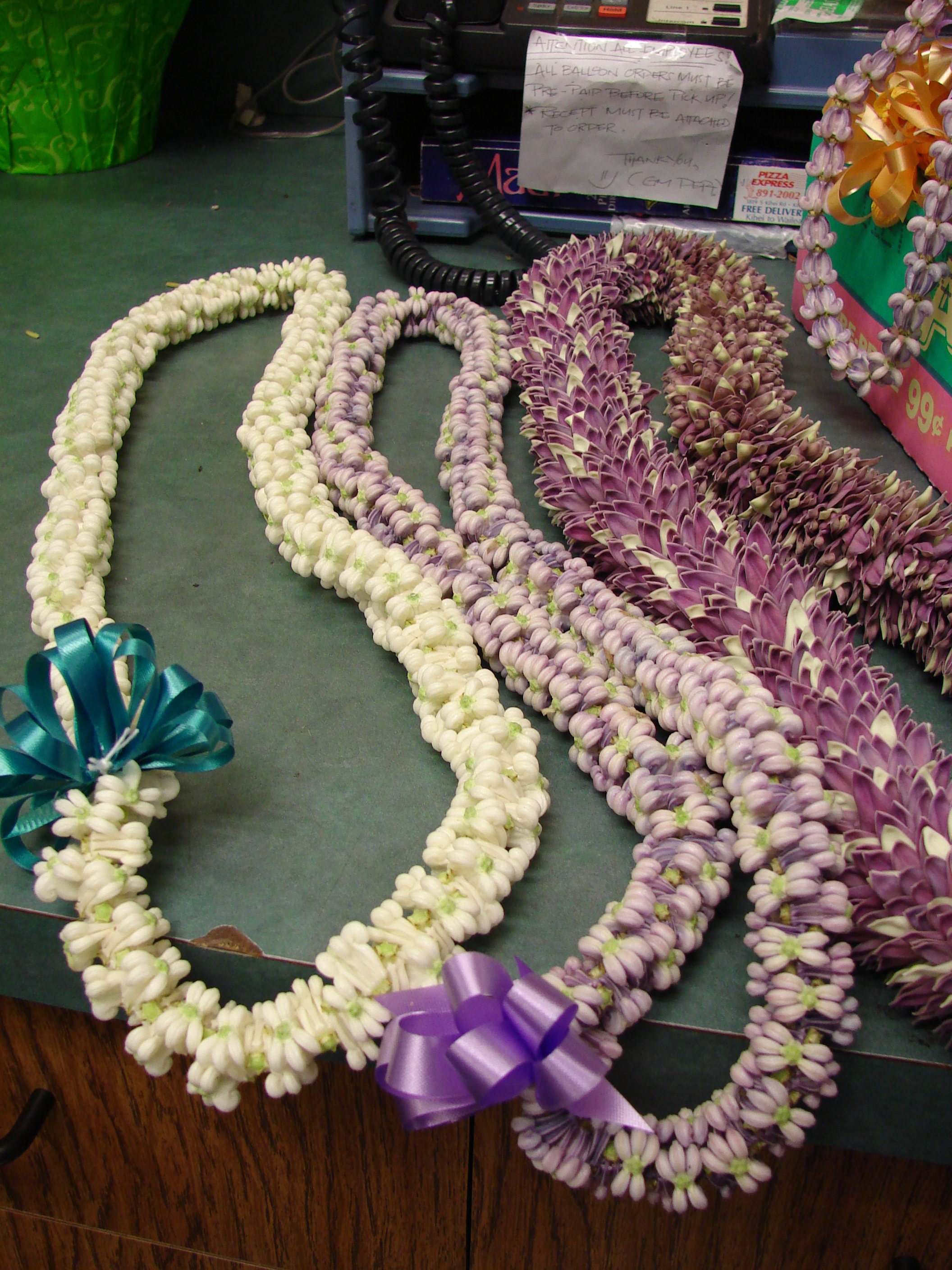

## گونه‌ها
- استبرق Calotropis procera
- Calotropis acia
- Calotropis gigantea